# Dirección General de Prisiones
La Dirección General de Prisiones fue un organismo público de España encargado de la administración penitenciaria durante parte de la Edad Contemporánea.

## Historia
Tuvo su origen en el cambio de nombre de la Dirección General de Establecimientos Penales llevado a cabo por Julián García San Miguel y Zaldúa, marqués de Teverga, ministro de Gracia y Justicia.
Durante el directorio militar de Primo de Rivera, por reales decretos de enero de 1924 se suprimieron el cargo de director general y la dirección general de prisiones. El organismo fue restablecido a finales de 1925 —a comienzos del directorio civil de la dictadura— por el nuevo ministro de Gracia y Justicia, Galo Ponte y Escartín, poniéndose como director general a Constante Miquélez de Mendiluce. Desapareció como tal al cambiarse el nombre por el de Dirección General de Instituciones Penitenciarias, mediante decreto de 1968.